# Саватеев, Николай Васильевич
Никола́й Васи́льевич Савате́ев (1921—2007) — советский и российский учёный-медик, токсиколог, организатор здравоохранения и медицинской науки, доктор медицинских наук (1960), профессор (1962), генерал-майор медицинской службы. Почётный доктор ВМА имени С. М. Кирова. Лауреат Государственной премии СССР (1967). Заслуженный работник высшей школы Российской Федерации (2001).

## Биография
Родился 22 марта 1921 года в городе Петрограде.
С 1939 по 1940 годы проходил обучение на военно-морском факультете Первого Ленинградского медицинского института имени академика И. П. Павлова. С 1940 по 1944 годы обучался в Военно-медицинской академии имени С. М. Кирова.
С 1944 по 1945 годы — участник Великой Отечественной и Советско-японской войн в составе медицинского батальона 260-й бригады морской пехоты 7-й маневренной группы оказания помощи поражённым отравляющими веществами медицинского отряда Балтийского флота и Амурской флотилии, в должностях командира санитарного взвода и начальника маневренной группы. Воевал на территории Маньчжурии против японских захватчиков. В 1944 году за отличия, проявленные в период войны, был награждён Орденом Красной Звезды. С 1945 по 1947 годы — врач-токсиколог НИИ ВМФ СССР.
С 1947 по 1949 годы обучался в адъюнктуре по кафедре токсикологии и санитарно-химической защиты Военно-медицинской академии имени С. М. Кирова, ученик профессора М. Я. Михельсона. С 1949 по 1956 годы — младший преподаватель и преподаватель кафедры токсикологии и санитарно-химической защиты. С 1956 по 1961 годы — старший научный сотрудник, заместитель начальника и начальник отдела корабельной токсикологии НИИ ВМФ СССР. С 1961 по 1964 годы — старший преподаватель и профессор, с 1964 по 1969 годы — заместитель начальника кафедры военно-полевой терапии, с 1969 по 1970 годы — профессор-консультант Учёного совета Военно-медицинской академии имени С. М. Кирова.
С 1970 по 1973 годы — начальник НИИ военной медицины Министерства обороны СССР. С 1972 по 1986 годы — начальник кафедры токсикологии и медицинской защиты, одновременно являясь учёным секретарём Учёного Совета Военно-медицинской академии имени С. М. Кирова, с 1986 года — профессор этой кафедры.
В 1949 году Н. В. Саватеев защитил диссертацию на соискание учёной степени кандидата медицинских наук по теме «Механизм, профилактика и терапия отравлений веществом 101», а в 1960 году — диссертацию на соискание учёной степени доктора медицинских наук по теме «Разработка антидотов фосфороогранических отравляющих веществ, легко переносимых человеком („морсафены“)». В 1962 году Н. В. Саватееву было присвоено учёное звание профессора, в 2001 году он был удостоен звания почётного доктора ВМА имени С. М. Кирова.
Основная педагогическая и научно-методическая деятельность Н. В. Саватеева была связана с вопросами в области военной токсикологии, медицины катастроф, противохимической защиты населения и армии, изучения механизмов токсического действия фосфорорганических соединений и исследования роли ацетилхолина в высшей нервной деятельности. Являлся членом Учёного Совета ЦВМУ МО СССР и ВМА имени С. М. Кирова, был членом Правления Всесоюзного и Всероссийского обществ токсикологов и председателем Ленинградского научного общества токсикологов, также являлся членом Экспертного совета Высшей аттестационной комиссии. Н. В. Саватеев был автором более 200 научных трудов, а также нескольких монографий и изобретений, под его руководством и при непосредственном участии были выполнены 30 кандидатских и докторских диссертаций.
В 1967 году Постановлением ЦК КПСС и Совета Министров СССР «За разработку и создание антидотов фосфорорганических отравляющих веществ» Николай Васильевич Саватеев был удостоен Государственной премии СССР.
В 2001 году Указом Президента России «За выдающиеся заслуги в научно-исследовательской деятельности и подготовке высококвалифицированных научно-педагогических кадров и крупные достижения в области токсикологии» Николаю Васильевичу Саватееву было присвоено почётное звание «Заслуженный работник высшей школы Российской Федерации».
Скончался 9 января 2007 года в Санкт-Петербурге, похоронен на Богословском кладбище.

## Награды и премии
- Орден Отечественной войны II степени (21.02.1985)
- Два Ордена Красной Звезды (в том числе в 1944[2])
- Орден «Знак Почёта»
- Медаль «За боевые заслуги»
- Медаль «За оборону Ленинграда»[6]
- Медаль «За победу над Германией в Великой Отечественной войне 1941—1945 гг.»[7]
- Медаль «За победу над Японией»[8]

### Премия
- Государственная премия СССР (1967)

### Звания
- Заслуженный работник высшей школы Российской Федерации (2001)